# Lempdes-sur-Allagnon
Lempdes-sur-Allagnon (okzitanisch: Lende) ist eine französische Gemeinde mit 1.305 Einwohnern (Stand: 1. Januar 2022) im Département Haute-Loire in der Region Auvergne-Rhône-Alpes. Sie liegt im Arrondissement Brioude und im Kanton Sainte-Florine.

## Geographie
Lempdes-sur-Allagnon liegt etwa 46 Kilometer südsüdöstlich von Clermont-Ferrand am Fluss Alagnon. Umgeben wird Lempdes-sur-Allagnon von den Nachbargemeinden Moriat im Norden, Sainte-Florine im Nordosten, Vergongheon im Osten, Bournoncle-Saint-Pierre im Südosten, Saint-Géron im Süden, Léotoing im Westen und Südwesten sowie Chambezon im Westen. 
Durch die Gemeinde führen die Autoroute A75 und die Route nationale 102.

## Bevölkerungsentwicklung
| Jahr                       | 1962 | 1968 | 1975 | 1982 | 1990 | 1999 | 2006 | 2017 |
| Einwohner                  | 1445 | 1583 | 1526 | 1510 | 1403 | 1371 | 1318 | 1342 |
| Quellen: Cassini und INSEE |      |      |      |      |      |      |      |      |

## Sehenswürdigkeiten
- romanische Kirche Saint-Géraud aus dem 11. Jahrhundert
- Markthalle
- Schloss

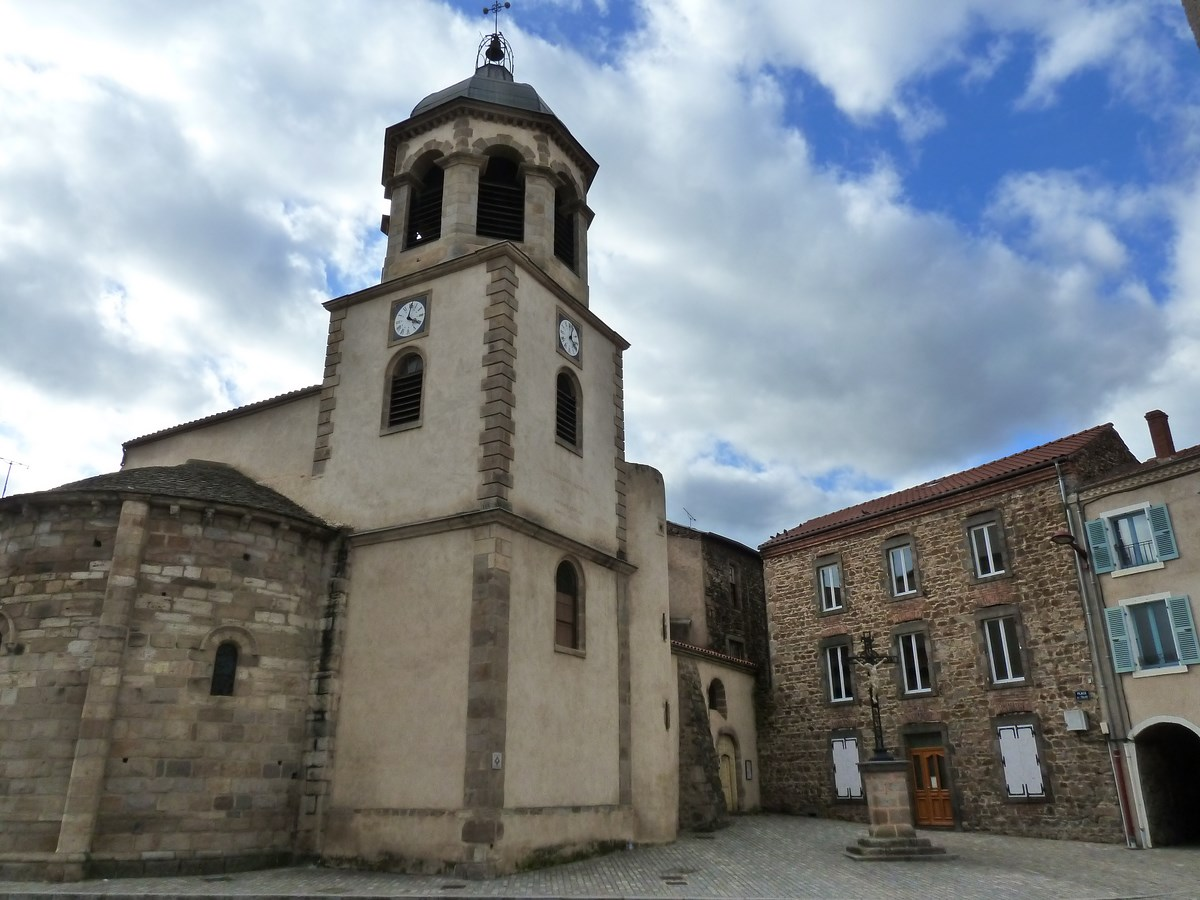
Kirche Saint-Géraud
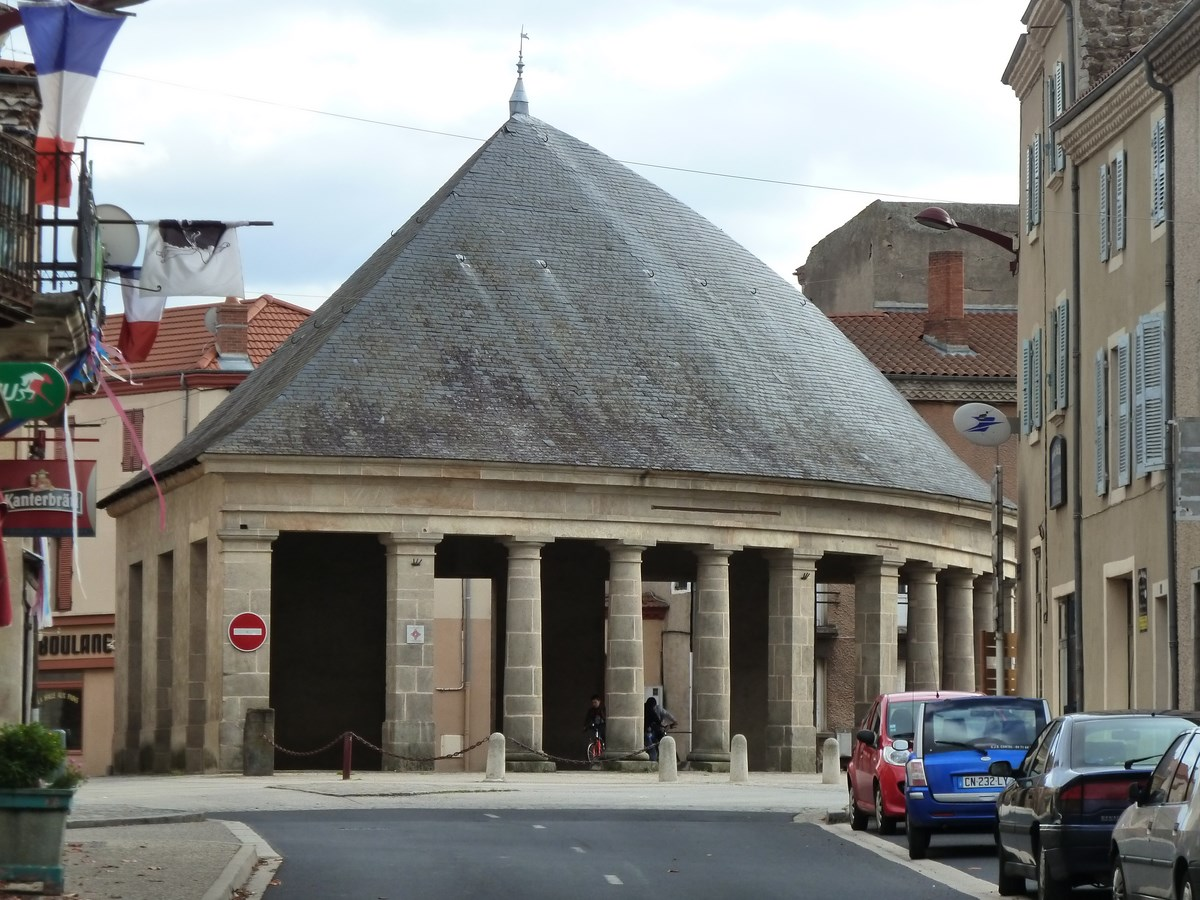
Markthalle

## Persönlichkeiten
- Léonce Lagarde (1860–1936), Diplomat